# 堡子酒
堡子酒，是中华人民共和国山西省晋中市榆次市的一款名酒、三晋老字号。當地最早的酿酒记载起源于明朝。1915年，高家堡、乔家堡生产的堡子酒，在巴拿马万国博览会上荣获一等奖。但随后曾一度停产。1977年，榆次县在安宁村重建榆次市堡子酒厂。1979年恢复堡子酒生产。1985年，堡子酒评为山西省优质产品。和其他山西白酒一样，堡子酒也属于清香型白酒。2019年5月，山西省商务厅公示了首批“三晋老字号”名单，其中包括山西堡子酒业有限公司生产的“堡子酒”通过审核进行公示。